# アーバネットコーポレーション
株式会社アーバネットコーポレーションは、東京都千代田区に本社を置く不動産会社 。アジールコート、グランアジールシリーズなどの自社マンション開発事業や都市開発事業が主力。

## 沿革
- 1997年 - 株式会社アーバネットを設立。
- 2002年 - 株式会社アーバネットコーポレーションに社名変更。
- 2007年3月28日 - ジャスダックに上場。
- 2022年4月1日 - 東京証券取引所の市場区分の見直しにより、東証スタンダード市場に移行。